# 양주 송씨
양주 송씨(楊州宋氏)는 경기도 양주시를 본관으로 하는 한국의 성씨이다.

## 역사
양주 송씨(楊州宋氏)는 여산 송씨(礪山宋氏)에서 직계 분적된 본관이다.
양주 송씨(楊州宋氏)의 시조는 송도성(宋道成)이며 그는 조선 세종 치세 시기에 장악원정(掌樂院正)이라는 관료을 지낸 인물이다.